# Беххофен (Средња Франконија)
Беххофен (њем. Bechhofen) град је у њемачкој савезној држави Баварска. Једно је од 58 општинских средишта округа Ансбах. Према процјени из 2010. у граду је живјело 6.009 становника. Посједује регионалну шифру (AGS) 9571115.

## Географски и демографски подаци
Беххофен се налази у савезној држави Баварска у округу Ансбах. Град се налази на надморској висини од 431 метра. Површина општине износи 61,9 km². У самом граду је, према процјени из 2010. године, живјело 6.009 становника. Просјечна густина становништва износи 97 становника/km².

## Међународна сарадња
| Мјесто | Држава    | Врста сарадње | Од    |
| ------ | --------- | ------------- | ----- |
|        | Француска | партнерство   | 1975. |
| Извор  |           |               |       |